# سیارک ۱۵۴۲۵
سیارک ۱۵۴۲۵ (به انگلیسی: 15425 Welzl، نامگذاری:1998SV26) پانزده هزار و چهارصد و بیست و پنجمین سیارک کشف شده‌است که در ۲۴ سپتامبر ۱۹۹۸ کشف شد.
قدر مطلق سیارک برابر ۱۳٫۳۰ است.